# Померли в грудні 2013
|  | Службовий список статей, створений для координації робіт з розвитку теми. Це попередження не встановлюється на інформаційні списки і глосарії. |

Це список значимих людей, що померли 2013 року, упорядкований за датою смерті. Під кожною датою перелік в алфавітному порядку за прізвищем або псевдонімом.
Смерті значимих тварин та інших біологічних форм життя також зазначаються тут.
Типовий запис містить інформацію в такій послідовності:
- Ім'я, вік, країна громадянства і рід занять (причина значимості), встановлена причина смерті і посилання.

## Грудень

### 31 грудня
- Вертинська Лідія Володимирівна, 90, радянська та російська актриса, художник, вдова Олександра Вертинського, мати Маріанни та Анастасії Вертинських[1]
- Сілва Голді, 58, латвійський політик[2]
- Текке Куруппате Нарендран, 69, індійський ентомолог, академік, професор[3]
- Джон Форчун, 74, британський актор[4][5]
- Штрейс Раїса Іванівна, 83, генеральний директор виробничого об'єднання «Літо» Тосненського району Ленінградської області, Герой Соціалістичної Праці (1988)[6]
- Джеймс Ейвері, 65, американський актор; ускладнення після операції на серці[7]

### 30 грудня

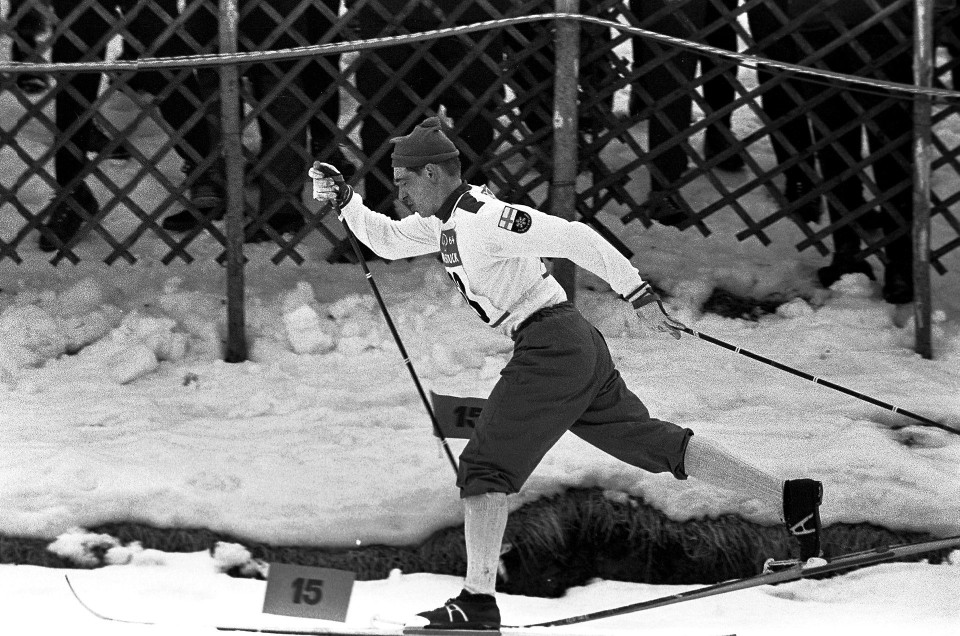
Ееро Мянтюранта

- Акім Адамс, 22, футболіст збірної Тринідаду та Тобаго, грав за клуб «Ференцварош»; крововилив у мозок[8]
- Кузьменко Микола Іванович, 71, голова міськвиконкому, голова адміністрації, мер Сіверська (1984—2010)[9]
- Ееро Мянтюранта, 76, фінський лижний гонщик, триразовий олімпійський чемпіон[10]
- Швирьов Юрій Панасович, 81, радянський режисер ігрового та документального кіно, сценарист та майстер дубляжу[11]

### 29 грудня
- Еухенія Авенданьо, 83, мексиканська актриса («Господиня», «Личко ангела»)[12]
- Апарина Алевтина Вікторівна, 72, російський державний та політичний діяч, депутат Державної думи I—VI скликань від КПРФ[13]
- Войцех Кіляра, 81, польський композитор[14]
- Кудухов Бесик Серодинович, 27, російський борець вільного стилю, чотириразовий чемпіон світу; ДТП[15]

### 28 грудня

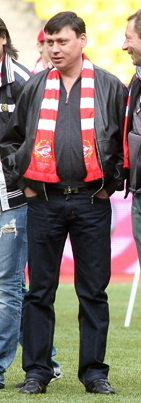
Ілля Цимбалар

- Гелтон Крістіан Арп, 86, американський астроном, автор Атласу пекулярних галактик[16]
- Білокінь Олександр Володимирович, 72, останній ректор Ростовського державного університету (1988—2006), президент Південного федерального університету (2008—2012)[17]
- Естер Борха, 100, кубинська співачка[18]
- Джозеф Рускін, 89, американський актор.[19]
- Гарольд Симмондс, 82, американський мільярдер, спонсор Республіканської партії.[20]
- Гленн Томас, Doe B[en], 22, американський репер, відомий як Doe B; вбивство[21]
- Ілля Цимбалар, 44, футболіст.[22]
- Чудецкий Євген Іванович, 72, актор Кінешемського драматичного театру імені А. Н. Островського, заслужений артист Російської Федерації (1998)[23]
- Йосеф Шапіра, 87, ізраїльський політик, міністр освіти[24]

### 27 грудня
- Джаманова Роза Умбетовна, 85, казахська оперна співачка, сопрано), народна артистка СРСР[25]
- Ельвіра Кінтана, 85, іспанська актриса[26]
- Патрік Кроубі, 55, вануатський політик, міністр внутрішніх справ (2008, 2011, 2013)[27]
- Сенчуков Юрій Федорович, 73, режисер-документаліст та режисер науково-популярного кіно кіностудії «Центрнаучфільм»[28]
- Мухаммед Шатах, 62, міністр фінансів Лівану (2008—2009); загинув під час теракту у Бейруті[29]

### 26 грудня

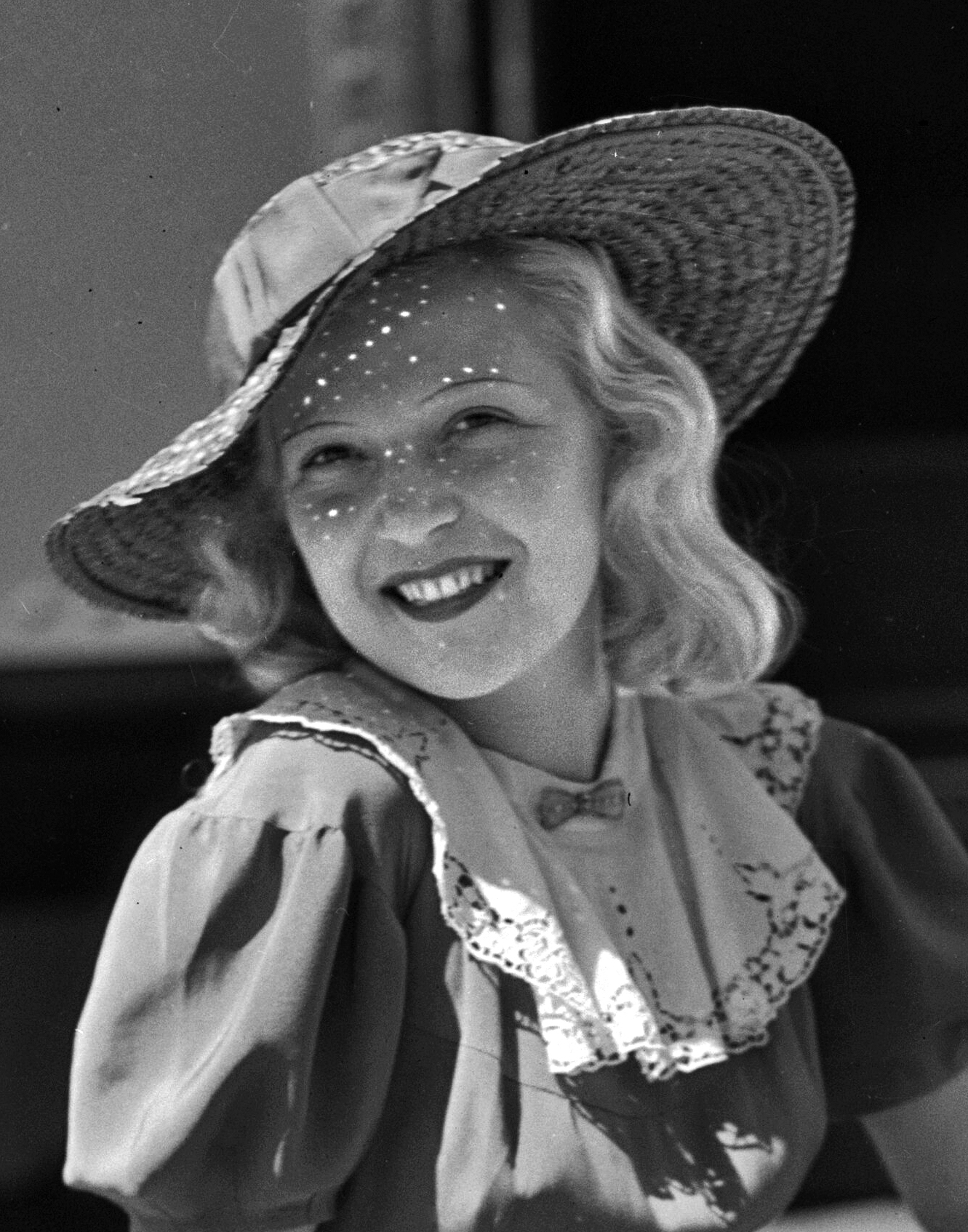
Марта Еггерт, 1935 рік

- Малена Альварадо, 59, венесуельська актриса («Королева сердець», «Загадкова жінка»)[30]
- Булекпаев Аманжол Куанишевіч, 71, казахстанський політик[31]
- Єрмак Валерій Федорович, 71, український політик, голова міської ради і мер Сімферополя (1993—2006)[32]
- Марта Еггерт, 101, угорська та американська співачка оперети та кіноактриса[33]

### 25 грудня
- Луїс Умберто Гомес-Гальо, 51, колумбійський політик, голова Сенату Колумбії (2004—2005)[34]
- Василь Горбачук, дисидент.[35]
- Жилін Микола Семенович, 74, російський учений у галузі інформаційно-вимірювальної техніки і діяч освіти, ректор Омського політехнічного інституту (технічного університету) (1986—2007), президент університету з 2007 року[36]
- Мигунова Лана Вадимівна, 45, російський політик, міністр з питань національної політики, зв'язків з громадськістю та ЗМІ Республіки Карелія (2012—2013)[37]
- Савельєв Віктор Сергійович, 85, радянський та російський хірург, академік РАН та РАМН, Герой Соціалістичної Праці (1988), лауреат державних премій СРСР та Росії[38]
- Вейн Гаррісон, 46, англійський футболіст («Ліверпуль») (1985—1991)[39]
- Аднан Шенсес, 77, турецький музикант та актор[40]

### 24 грудня
- Абзгільдін, Абрек Амирович, 76, російський художник, член-кореспондент Російської академії мистецтв, голова Спілки художників Татарстану[41]
- Апачінський, Олександр Іванович, 61, казахстанський тренер з боксу, заслужений тренер Казахстану, тренер Василя Жирова[42]
- Фредерік Бак, 89, канадський аніматор, двічі лауреат премії «Оскар»[43]
- Жан Растин, 85, французький художник[44]
- Строєнко Сергій Васильович, 46, молдовський футболіст («Тилігул-Тирас»)[45]
- Роберт Вілсон, 86, американський мультимільйонер, філантроп; самогубство[46]

### 23 грудня

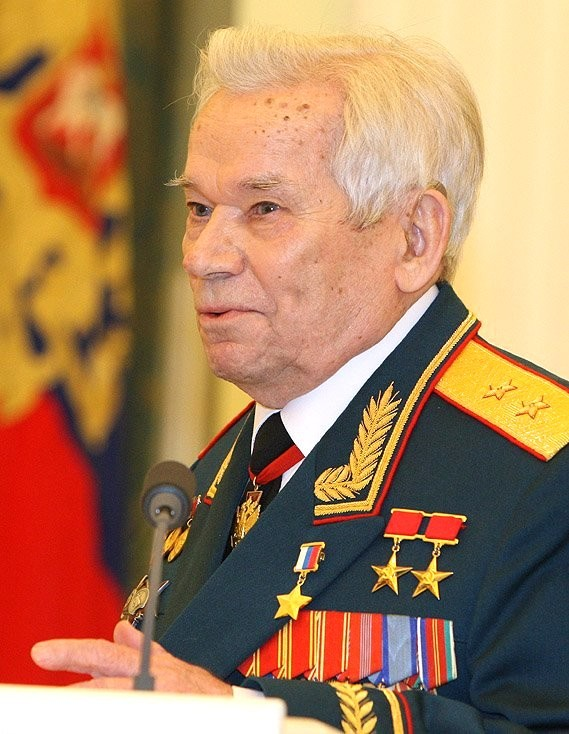
Михайло Калашников

- Абелевий Гаррі Ізраїлевич, 85, радянський та російський вчений, біохімік, академік РАН[47]
- Азізова Назак Магеррам гізі, азербайджанська поетеса[48]
- Гуляєв Євген, 37, російський пауерлифтер, переможець та призер російських та міжнародних змагань[49][50]
- Калашников Михайло Тимофійович, 94, радянський та російський конструктор зброї[51]
- Юсеф Латіф, 93, американський джазовий мультиінструменталіст, композитор та педагог, лауреат премії Греммі[52]
- Рікі Ловсон, 59, американський музикант-барабанщик[53]
- Андраш Панді, 86, бельгійський серійний вбивця[54]
- Джефф Поллак, 54, американський кінорежисер (тіло знайдено цього дня)[55]
- Юріс Лауциньш, 56, латвійський актор театру і кіно[56]
- Шопокова Керімбюбю, 96, радянський працівник сільського господарства, Герой Соціалістичної Праці (1957)[57]

### 22 грудня
- Діомедес Діас, 56, колумбійський співак[58]
- Рогов Михайло Миколайович, 68, радянський та російський актор театру «Комедіант'» та кіно, заслужений артист Росії[59]
- Саріаніді Віктор Іванович, 84, російський археолог[60]

### 21 грудня

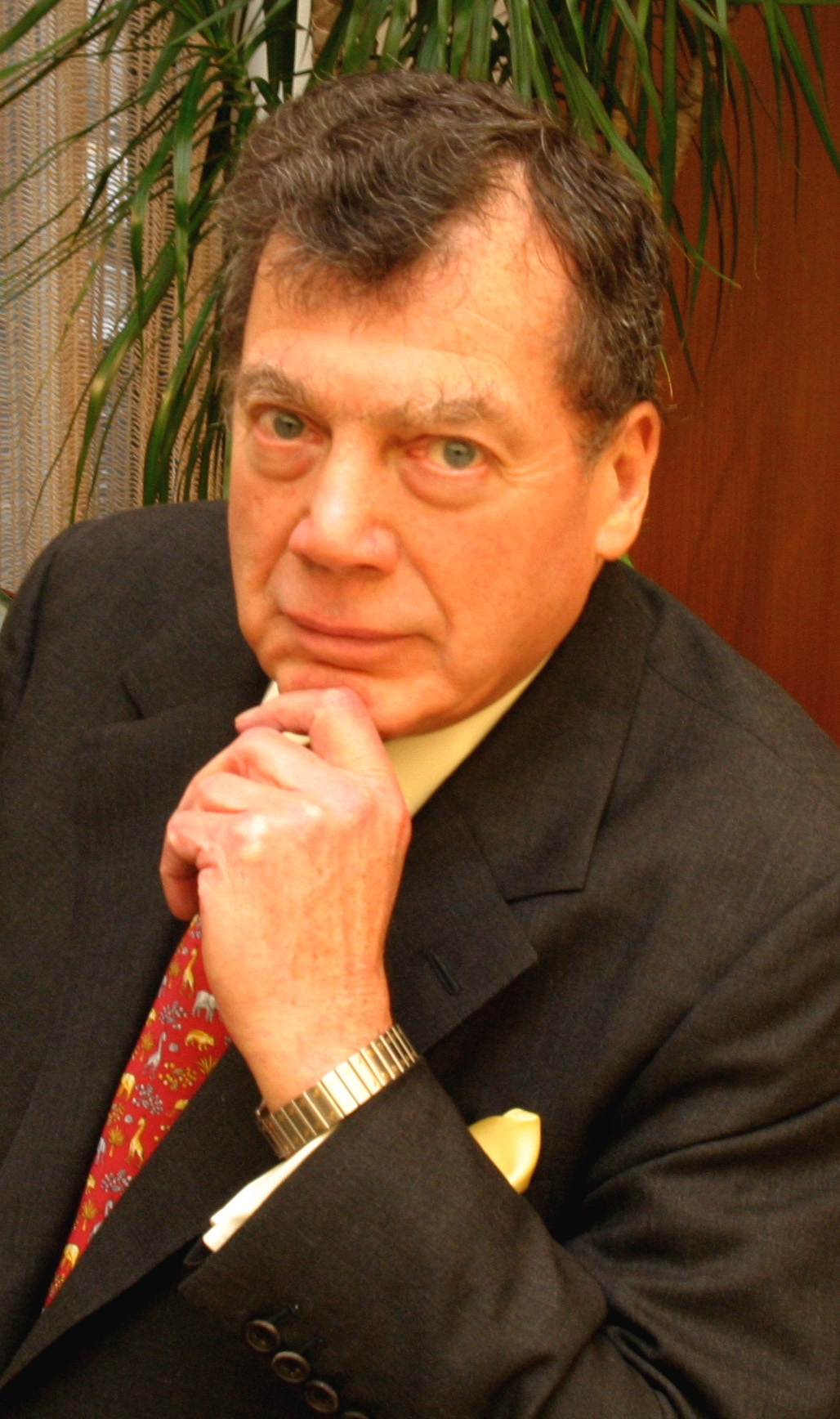
Едгар Бронфман

- Андрєєв Володимир Миколайович, 45, російський хокеїст[61]
- Едгар Бронфман, 83, американський бізнесмен, президент Всесвітнього єврейського конгресу (1981—2007), син засновника компанії Seagram[en] Самюеля Бронфмана[62][63]
- Пітер Гич, 97, британський філософ[64]
- Каллінік, 77, єпископ Александрійської православної церкви, старець-митрополит Пелусійський, іпертім та екзарх Першої Августамнікі та Месімвріі[65]
- Лам Кок, 46, китайський мільярдер, власник гонконгської компанії Brilliant Group; авіакатастрофа[66]
- Ахмед Ісмат Абдель Магід, 90, міністр закордонних справ Єгипту (1984—1991), генеральний секретар Ліги арабських держав (1991—2001)[67]
- Арістотелес Пічо, 56, перуанський актор та режисер[68][69]
- Слободян Наталя Василівна, 90, українська балерина, солістка балету Львівського національного театру опери та балети імені Соломії Крушельницької, народна артистка УРСР (1960)[70]
- Чекан,Олена Василівна, 67, українська акторка[71]
- Джон Ейзенхауер, 91, американський дипломат та історик, посол США в Бельгії (1969—1971), син Дуайта Ейзенхауера[72]

### 20 грудня
- Болотников Петро Григорович, 83, радянський легкоатлет, олімпійський чемпіон 1960 року в бігу на 10 000 метрів[73]
- Бржежінський Юрій Ісаакович, 81, радянський та російський спортивний журналіст, колишній прес-аташе «Зеніту»[74]
- Рікі Даніган, 40, американський репер, засновник хіп-хоп групи Three 6 Mafia[75]
- Дубінін Юрій Володимирович, 83, радянський та російський дипломат, заступник міністра закордонних справ РФ (1994—1996), Надзвичайний та Повноважний Посол СРСР і Росії в Іспанії, США, Франції та України[76]
- Ільясов Аслан, азербайджанський гармоніст[77]
- Серджіо Лоро Піано, 65, італійський бізнесмен, один з віце-президентів італійського бренду Loro Piana[78]
- Діді Менусі, 85, ізраїльський поет, журналіст та сатирик[79]
- Іванка Мітева-Коралова, 102, болгарська оперна співачка, солістка Софійського національного театру опери та балету[80]
- Неллі Омар, 102, аргентинська актриса[81]
- Девід Річардс, 57, британський музичний продюсер («Queen»)[82]
- Ігор Слісаренко, 47, український журналіст та телеведучий[83]

### 19 грудня
- Нед Візану, 32, американський письменник[84]
- Герб Геллер, 85, американський саксофоніст[85]
- Елвін Голдстайн, 77, американський видавець-порнограф[86]
- Стас Капитнік, 46, ізраїльський письменник, журналіст та бізнесмен, серцевий напад[87]
- Нає Лезереску, 72, румунський комедійний актор[88]
- Кшиштоф Марцинковський, 53, польський футболіст («Лех»)[89]
- Епштейн Вадим Ісаакович, 75, заслужений тренер Росії з тенісу[90]

### 18 грудня
- Ронні Біггс, 84, британський грабіжник, що вчинив одне з найбільших в історії пограбувань[91]
- Кайрат Жумагалиев, 76, казахстанський поет і перекладач[92]
- Зиков Олександр Олександрович, 91, український математик, один з творців теорії графів[93]
- Кисіль Федір Герасимович, 93, начальник Сизранського вищого військового авіаційного училища льотчиків (1961—1970), генерал-майор[94]
- Мартін Куман, 75, нідерландський футболіст («Гронінген»), батько Рональда та Ервіна Куманів[95]
- Павлинов Володимир Олександрович, 76, російський дипломат, Надзвичайний та Повноважний Посол Російської Федерації в Республіці Кіпр (1999—2003)[96]

### 17 грудня

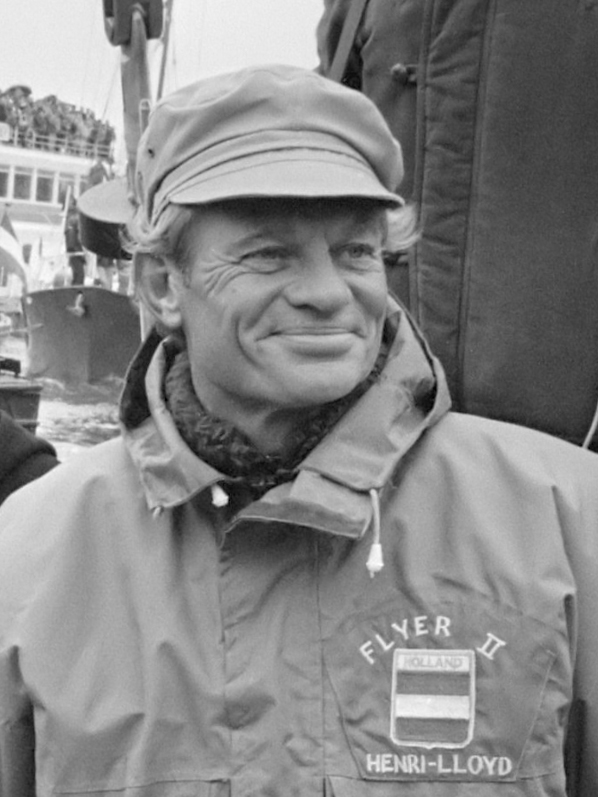
«Конні» Ван Рітсотен

- Бруманіс Арвалдіс Андрій, 87, католицький прелат, єпископ лієпайський (1995—2001)[97]
- Дашевський Григорій Михайлович, 49, російський поет, перекладач, літературний критик[98]
- Рікардо Марія Карлес Гордо, 87, іспанський кардинал, архієпископ Барселони (1990—2004)[99]
- «Конні» ван Рітцхотен, 87, нідерландський яхтсмен, єдиний дворазовий переможець Whitbread Round the World Race (1978, 1982)[100]
- Джанет Роулі, 88, американський генетик, вперше визначила хромосомну транслокацію як причину ракових захворювань, піонер генетики ракових захворювань[101]

### 16 грудня
- Армстронг Джеймс, 94, американський учений, президент Міддлбері-коледжу (1963—1975)[102]
- Вохмянін Леонід Григорович, 71, радянський та російський композитор[103]
- Гершанович Михайло Лазаревич, 89, доктор медичних наук, професор, керівник відділення хіміотерапії ФДМ «НДІ онкології імені М. М. Петрова» Мінздоровсоцрозвитку РФ[104]
- Лепешкін Володимир Федорович, 76, радянський та російський шахіст, міжнародний майстер, тренер та теоретик[105]
- Остащенко Геннадій, 76, російський валторніст, лауреат міжнародних конкурсів у Лондоні та Празі[106]
- Рей Прайс, 87, американський співак, автор пісень та гітарист[107]
- Лоліта Севілья, 78, іспанська актриса та співачка[108][109]
- Шибаєв Валентин Євгенович, 81, заслужений тренер Росії з легкої атлетики[110]
- Цві Янай, 78, ізраїльський письменник, філософ та журналіст, лауреат премії Сапіра (2008)[111]

### 15 грудня

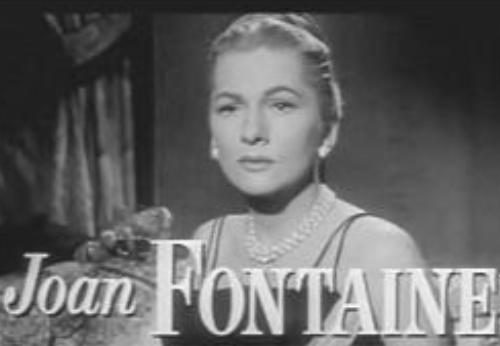
Джоан Фонтейн, 1956 рік

- Горбенко Вадим Федорович, 73, заслужений тренер Росії з греко-римської боротьби[112]
- Гарольд Кемпінг, 92, американський проповідник, лауреат Шнобелівської премії (2011) за передбачення «кінця світу»[113]
- Сис Рам Ола, 86, індійський політик, міністр праці та зайнятості (2004, 2013), міністр гірничодобувної промисловості Індії (2004—2009)[114]
- Пашин Валентин Михайлович, 76, радянський та російський вчений-суднобудівник, академік РАН, директор ЦНДІ імені А. Н. Крилова (1990—2012), Герой Російської Федерації (1994)[115]
- Джоан Фонтейн, 96, американська кіноактриса, володар кінопремії «Оскар»[116]

### 14 грудня

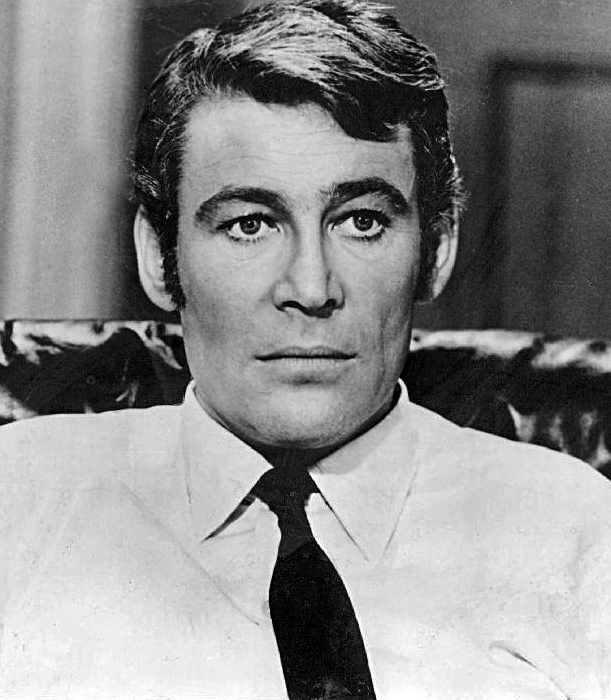
Пітер О'Тул

- Джанет Дейлі, 69, американська письменниця, автор популярних любовних романів[117]
- Зайцев Михайло Петрович, 92, директор Московського театру драми імені Маяковського (1976—2013)[118]
- Джон Воркап Корнфорт, 96, австралійський хімік-органік, лауреат Нобелівської премії з хімії, 1975)[119]
- Лескін Анатолій Степанович, 78, радянський та російський хірург, лауреат Державної премії СРСР[120]
- Лопата Андрій Іванович, 78, український літератор, рідний брат художника і письменника Василя Лопати[джерело?]
- Маскаєв Павло Олександрович, 62, російський живописець, заслужений художник Росії[121]
- Муратов Чапай Ізмаїлович, 73, актор Національного театру Республіки Адигея імені І. С. Цея, заслужений артист РРФСР[122]
- Пітер О'Тул, 81, британський кіноактор, восьмикратний номінант на премію «Оскар», чотири рази лауреат «Золотого глобуса»[123]
- Франс Рош, 92, французька актриса («Француженка та любов», «Полювання на чоловіка»)[124][125]
- Якубський Володимир Олександрович, 89, радянський та російський історик, доктор історичних наук, професор Санкт-Петербурзького державного університету[126]
- Ярошевська Галина Іванівна, 83, радянська баскетболістка, переможниця чемпіонату світу з баскетболу у Москві (1959)[127]

### 13 грудня
- Пол Арбер, 38, австралійський тенісист, тренер Моніки Селеш та інших відомих тенісистів; потонув (тіло знайдено у той же день)[128]
- Кік Кук Тхе, 89, північнокорейський політик, голова контрольної комісії ЦК ТВК[129]
- Темчур Олексій Гаврилович, 76, російський кубанський сільськогосподарський діяч, Герой Соціалістичної Праці (1990)[130]

### 12 грудня

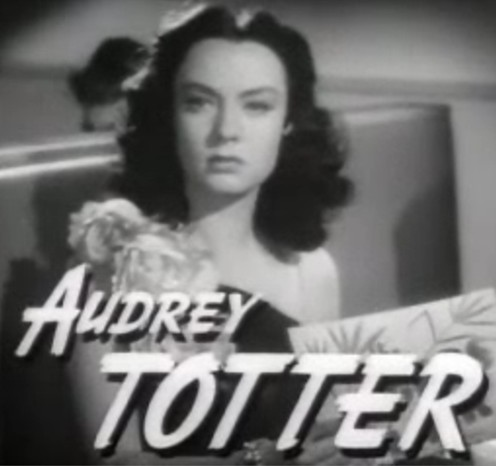
Одрі Тоттер

- Аміреджібі Чабуа Іраклієвич, 92, грузинський письменник[131]
- Бейлерян Грачья, 62, вірменський поет, літературний перекладач[132]
- Барбара Бренден, 65, канадська письменниця[133]
- Чарльз Вест, 72, американський учений, президент Массачусетського технологічного інституту (1990—2004)[134]
- Збігнєв Карковський, 55, польський композитор[135]
- Том Лофлін, 82, американський актор[136][137]
- Абдул Кадер Мулла, 65, бангладеський політик і військовий злочинець; страчений[138]
- Езра Селлерс, 45, американський боксер, чемпіон світу (2001—2002)[139]
- Одрі Тоттер, 95, американська актриса[140][141]
- Чан Сон Тхек, 67, північнокорейський військовий та політичний діяч, заступник Голови Державного Комітету Оборони КНДР, дядько Кім Чен Ина; страчений за звинуваченням у державній зраді[142]
- Ширяєв Володимир Георгійович, 79, радянський та російський актор театру та кіно, заслужений артист Росії (1993)[143]
- Бобішо Шоєв — таджицький громадський та політичний діяч, екс-кандидат у президенти Таджикистану (1991)[144]

### 11 грудня
- Надир Афонсу, 93, португальський художник, один з піонерів кінетичного мистецтва[145]
- Кейт Баррі, 46, британсько-французька фотохудожниця[146]
- Дерієва Регіна Йосипівна, 64, російська поетеса, жила у СРСР, Ізраїлі та Швеції[147]
- Солцаєв Мімалт Мусійович, 75, художній керівник Державного російського драматичного театру ім. М. Ю. Лермонтова (Чеченська Республіка), народний артист РРФСР[148]
- Хав'єр Хаурегі, 40) (Javier Jauregui[en], мексиканський боксер, екс-чемпіон світу, інсульт[149]

### 10 грудня

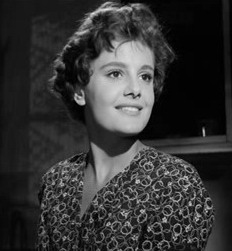
Россана Подеста

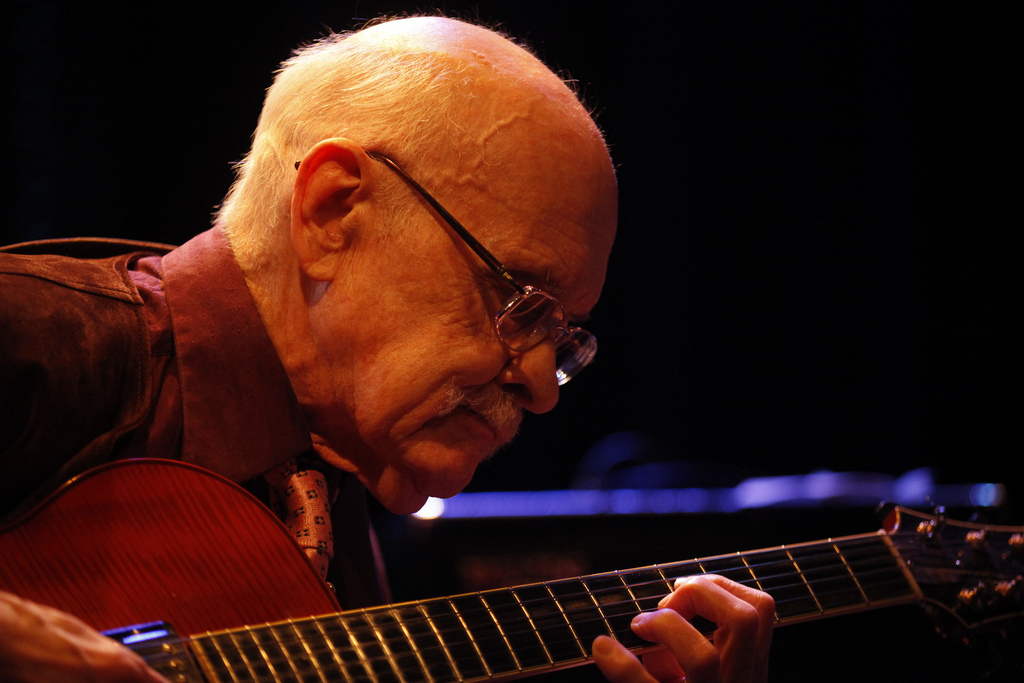
Джим Голл

- Мурза Володимир Мойсейович, 73, начальницький єпископ Російської церкви християн віри євангельської (1990—2002), перший заступник начальницького єпископа (2009—2013)[150]
- Россана Подеста, 79, італійська актриса[151][152]
- Сріканта Водеяр, 60, титулярний махараджа Майсура з династії Водеярів[153]
- Джим Голл, 83, американський джазовий гітарист, композитор, аранжувальник[154]
- Шилов Едуард Павлович, 64, російський музикант та педагог, заслужений працівник культури Російської Федерації[155]

### 9 грудня
- Євстратов В'ячеслав Макарович, 83, заслужений тренер РРФСР з легкої атлетики, тренер Юрія Борзаковського[156]
- Кацев Володимир Зелікович, 84, радянський казахський архітектор[157]
- Лінн Кіран, 53, австрійська співачка («The Rounder Girls»)[158]
- Елінор Паркер, 91, американська актриса, володарка титулу «Жінка з тисячею облич»[159]
- Шейн дель Розаріо, 30, американський боєць силових єдиноборств, чемпіон світу з кікбоксингу[160]
- Петер Урбан, 72, німецький письменник та перекладач російської літератури[161]

### 8 грудня
- Барановський Леонід Андрійович, 60, радянський футболіст, гравець одеського «Чорноморця» (1971—1975)[162]
- Довбиш Віктор Іннокентійович, 76, український шахтар з Донбасу, Герой Соціалістичної Праці (1973), Почесний громадянин міста Горлівка[163]
- Мадо Морен, 98, французька актриса, мати Патріка Девера[164][165]
- Шандор Соколан, 82, угорський композитор, лауреат Премії імені Кошута (1966)[166]

### 7 грудня

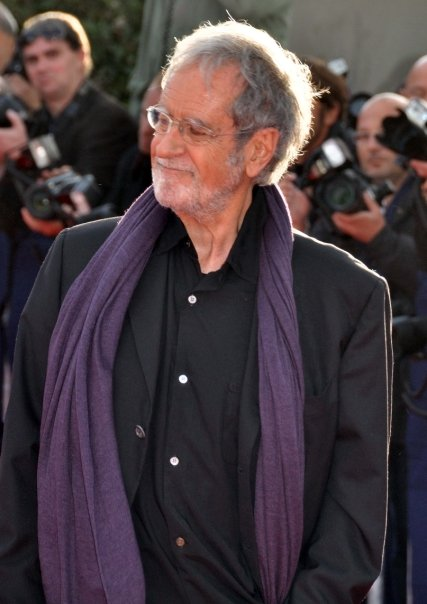
Едуар Молінаро

- Ільїна Надія Леонідівна, 64, радянська легкоатлетка, бронзовий призер літніх Олімпійських ігор у Монреалі 1976 в естафеті 4 × 400 м; автокатастрофа[167]
- Юзеф Ковальський, 113, польська ветеран, останній учасник Польсько-радянської війни 1919—1921 років, останній частково верифікований чоловік, що народився у XIX столітті[168]
- Ееро Колехмайнен, 95, фінський лижник, срібний призер зимових Олімпійських ігор в Осло (1952) в гонці на 50 км[169]
- Мамонтов Олександр Павлович, 85, головний художник Бєлгородського академічного драматичного театру імені М. С. Щепкіна, заслужений художник Росії[170]
- Джейкоб Матлаєв, 51, південноафриканський боксер, чемпіон світу (1993—1995, 1995—1997)[171]
- Едуар Молінаро, 85, французький кінорежисер та сценарист, відомий у жанрі кінокомедій[172]
- Николаїв Ігор Йосипович, 89, радянський та російський кінорежисер та сценарист, режисер-постановник Кіностудії ім. М. Горького[173]
- Дхармаварапу Субраманьям, 53, індійський актор[174][175]
- Трапезникова Маргарита Федорівна, 84, радянський та російський уролог, академік РАМН[176]
- Джек Фішман, 83, американський хімік та фармаколог польського походження, творець налоксону[177]
- Чернушенко-Стасюк Ірина, 34, білоруська легкоатлетка, чемпіонка країни зі стрибків у довжину, переможниця Кубка Європи, майстер спорту міжнародного класу[178]

### 6 грудня
- Нія Кесада, 94, аргентинська актриса («Мануела»)[179]
- Том Краузе, 79, фінський оперний співак[180]
- Анрі Мальдіні, 101, французький філософ, найбільший представник феноменологічної школи[181]
- Пеетер Мудіст, 71, естонський художник[182]
- Омуркулов Кадир Омуркуловіч, 71, киргизький письменник, сценарист та публіцист, заслужений діяч мистецтв Киргизстану[183]
- Стен Трейсі, 86, британський джазовий музикант та композитор[184]
- Кейт Вільямсон, 83, американська актриса[185][186]
- Йоня Файн, 100, єврейський поет (ідиш), художник, ілюстратор, педагог[187]

### 5 грудня

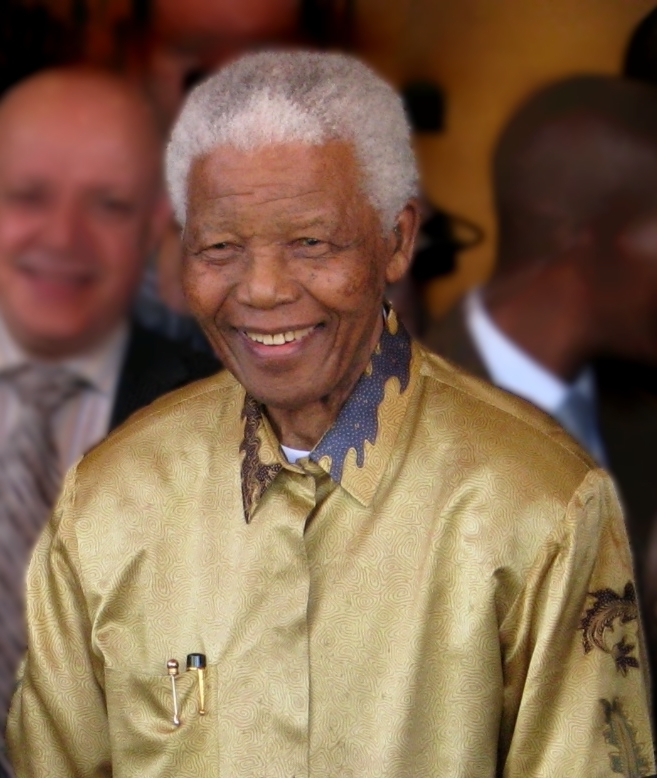
Нельсон Мандела

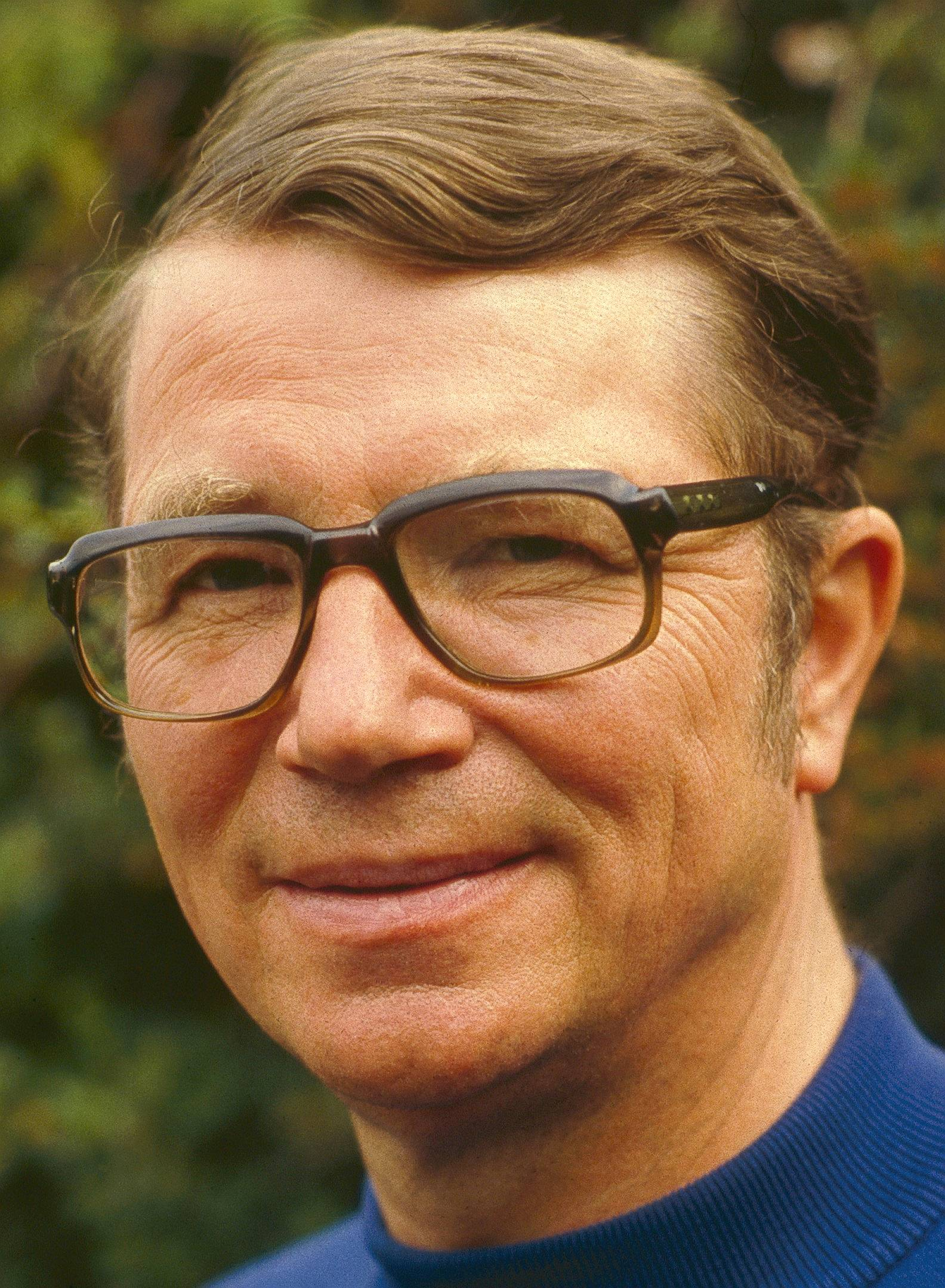
Колін Вілсон

- Арсеньєв Віктор Тимофійович, 75, радянський та російський актор та режисер, заслужений артист Росії[188]
- Беррі Джексон, 75, англійський актор[189][190]
- Нельсон Мандела, 95, південноафриканський правозахисник, політик та юрист, президент Південно-Африканської Республіки (1994—1999)[191][192].
- Рабкін Абрам Ісаакович, 88, письменник та художник, заслужений художник Російської Федерації[193]
- Колін Генрі Вілсон, 82, англійський письменник-фантаст, філософ[194]
- Федорова-Сирина Віра Миколаївна, 88, актриса Російського театру Естонії з дня його заснування (1948), заслужена артистка Естонської РСР, мати Олександра Сирина[195]
- Гюнтер Форг, 61, німецький живописець, скульптор та фотограф[196]
- Черемісіна Майя Іванівна, 89, російський вчений-філолог, русист, доктор філологічних наук, науковий співробітник інституту економіки Сибірського відділення Академії наук СРСР і РАН[197]

### 4 грудня
- Роберт Аллмен, 86, австралійський оперний співак[198]
- Макдональд Бейлі, 92, британський легкоатлет, бронзовий призер літніх Олімпійських ігор у Гельсінкі у бігу на 100 метрів, рекордсмен світу на цій дистанції (1952)[199]
- Хассан Лаккіс, один з командирів угруповання «Хізбалла», убитий[200]

### 3 грудня
- Алексій (Фролов), 66, архієпископ Костромський та Галицький РПЦ (2010—2013)[201]
- Болотін Леонід Олексійович, 75, радянський танцівник (Большой театр), заслужений працівник культури Російської Федерації[202], батько соліста великого театру Андрія Болотіна[203]
- Воробйов Микола Павлович, 90, Почесний громадянин Костромської області, Герой Радянського Союзу (1944)[204]
- Копйов Олексій Володимирович, 80, український одеський скульптор, заслужений художник України[205]
- Кузнєцов Олександр Олександрович, 87, радянський та російський альпініст, письменник, популяризатор науки, актор театру і кіно[206]
- Норберт Кухинке, 73, німецький актор и журналіст[207]
- Реда Махмуд Мохамед, 61, єгипетський політик та військовий діяч, командувач Військово-повітряними силами Єгипту (2008—2012), міністр військової промисловості (2013)[208]
- Ахмед Фуад Негм, 84, єгипетський поет-дисидент[209]
- Поль Оссарес, 95, французький генерал, відповідальний за тортури та страти під час війни за незалежність Алжиру[210]
- Аво Пайстік, 77, естонський карикатурист, художник, автор та режисер мультфільмів, лауреат міжнародних фестивалів в Мадриді (1983) та Штутгарті (1986)[211]
- Іда Поллок, 105, британська письменниця[212]
- Сефі Рівлін, 65, ізраїльський актор-комік[213]
- Френк Розендаль, 56, нідерландський орнітолог, який відкрив декілька видів птахів, кажанів та комах[214]
- Саша Сосно (Олександр Сосновський), 76, французький скульптор[215]
- Тишковець Сергій Вікторович, 57, український журналіст, письменник, кореспондент українського представництва «РИА Новости»[216]
- Рональд Хантер, 70, американський актор[217][218]

### 2 грудня
- Алексєєв Борис Васильович, 76, ведучий радіостанції «Ехо Москви»[219]
- Вільям Аллен, 85, американський політик, губернатор штату Міссісіпі (1984—1988)[220]
- Белозерцев Сергій Володимирович, 58, викладач Московського відкритого університету імені Віктора Черномирдіна, депутат Міжрегіональної депутатської групи на З'їзді народних депутатів СРСР, один з голів Соціал-демократичної партії Росії; убитий[221]
- Букейханов Срима Раїмжанович, 75, казахстанський вчений, письменник, викладач[222]
- Марселу Діда, Marcelo Déda[en], 53, бразильський політик, губернатор штату Сержіпі (2007—2013)[223]
- Джуніор Мурвін, Junior Murvin[en], 64, ямайський співак[224][225]
- Джозеф Наполітано, 84, американський політичний консультант, піонер політичного консультування[226]
- Ожегов Сергій Анатолійович, 34, учасник бойових дій в Чеченській Республіці, Герой Росії (2000)[227]
- Мері Ріггенс, 78, британська актриса[228]
- Педро Роча, 70, уругвайський футболіст, учасник чотирьох чемпіонатів світу (1962, 1966, 1970, 1974)[229]
- Крістофер Еван Велш, Christopher Evan Welch[en], 48, американський актор театру і кіно[230][231]
- Вернон Шоу, 83, президент Домініки (1998—2003)[232]

### 1 грудня

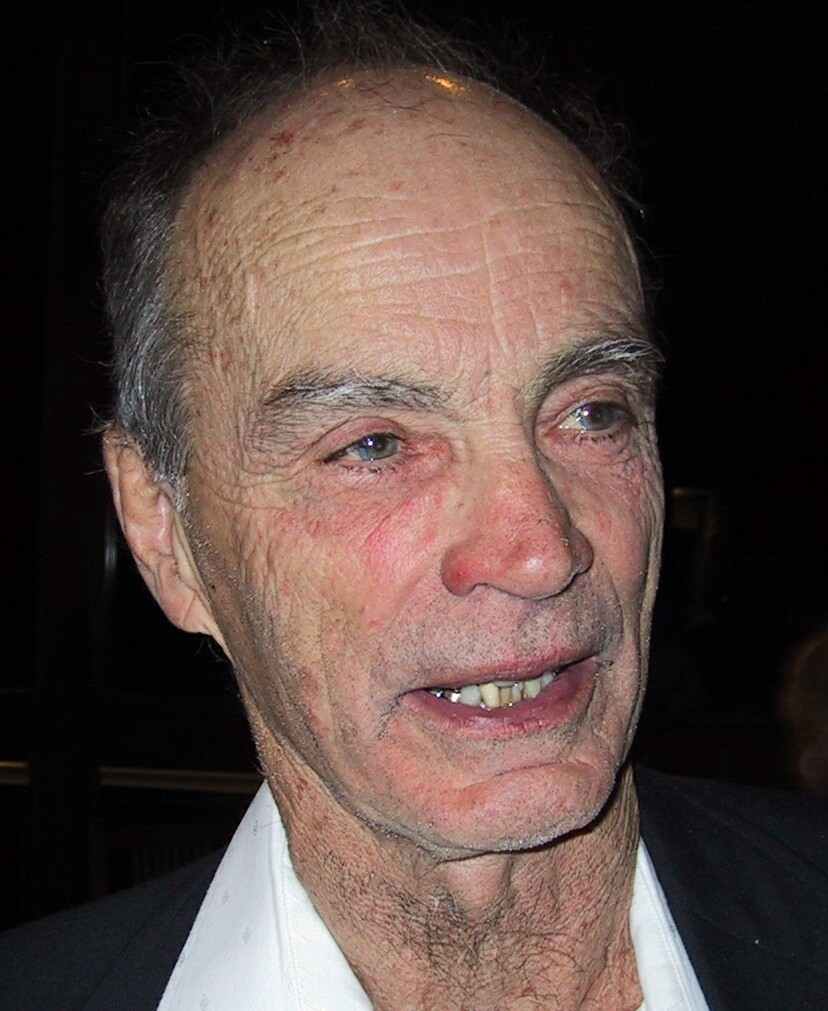
Стерінг Колгейт

- Генріх Буре, Heinrich Boere[en], 92, нацистський злочинець, помер у в'язниці[233]
- Ізмєров Віталій Костянтинович, 70, колишній заступник міністра внутрішніх справ, перший начальник регіонального Управління по боротьбі з організованою злочинністю Республіки Якутія; генерал-майор міліції[234]
- Марія Мамбо Кафе, 68, ангольський політик, міністр з соціальних питань (1982—1986), губернатор провінції Кабінда (1990)[235]
- Стерінг Колгейт, 88, американський фізик, один з творців американської водневої бомби, один із засновників Інституту Санта-Фе[236]
- Крамаренко Віктор Вікторович, 54, російський письменник (про смерть стало відомо в цей день)[237]
- Річард Кулан, 66, один із засновників та барабанщик британської рок-групи «Caravan»[238]
- Ряполов Віталій Андрійович, 63, віце-губернатор Алтайського краю[239]
- Селянин Анатолій Дмитрович, 76, музикант, професор Саратовської державної консерваторії, творець оркестру «Волга-Бенд», заслужений діяч мистецтв Росії[240]
- Андре Шиффрін, André Schiffrin[en], 77, американський видавець та публіцист, син видавця Якова Шифріна[241]

## Померлі в інші місяці
- Померли у листопаді 2013
- Померли у жовтні 2013
- Померли у вересні 2013
- Померли у серпні 2013
- Померли у липні 2013
- Померли у червні 2013
- Померли у травні 2013
- Померли у квітні 2013
- Померли у березні 2013
- Померли у лютому 2013
- Померли у січні 2013